# Louis-Eugène Perretier
Louis-Eugène Perretier, francoski general, * 18. avgust 1886, † 4. april 1959.